# 1927-es magyar asztalitenisz-bajnokság
Az 1927-es magyar asztalitenisz-bajnokság a tizenegyedik magyar bajnokság volt. A bajnokságot április 13. és 28. között rendezték meg Budapesten, a régi képviselőházban (Bródy Sándor u. 8.), majd az Imperial szállóban, végül a Park szállóban (a selejtezőt a Westend kávéházban és a Park szállóban).

## Eredmények
| Versenyszám  | Arany                                   | Arany | Ezüst                                    | Ezüst | Bronz                                  | Bronz |
| ------------ | --------------------------------------- | ----- | ---------------------------------------- | ----- | -------------------------------------- | ----- |
| Férfi egyéni | Glancz Sándor Nemzeti SC                |       | Bellák László Nemzeti SC                 |       | Weisz István Nemzeti SC                |       |
| Női egyéni   | Sipos Anna Nemzeti SC                   |       | Zádor Ilona MTK                          |       | Friederike Ortner Wiener ASC           |       |
| Férfi páros  | Bellák László, Glancz Sándor Nemzeti SC |       | Almásy István, Gyémánt Tibor MTK         |       | Mészöly László, Elek István Nemzeti SC |       |
| Vegyes páros | Bellák László, Sipos Anna Nemzeti SC    |       | Glancz Sándor, Komáromi Márta Nemzeti SC |       | Wilcsek Andor, Zádor Ilona MTK         |       |